# Герцог де Роанне
Герцог де Роанне (фр. duc de Roannais) или Руаннуа (Rouannois) — французский дворянский титул.

## История
Город Роан (Руан) в графстве Форе был центром небольшой области Роанне (Руаннуа), принадлежавшей герцогам Бурбонским.
Барония Роанне (Руаннуа), права на которую в 1515 году были переданы герцогиней де Бурбон великому магистру Франции Артюсу де Гуфье, была, вместе с барониями Буази и Сен-Ромен-ла-Мот, возведена в ранг герцогства-пэрии жалованной грамотой Франциска I, данной в Сен-Жермен-ан-Ле 3 апреля 1519. Артюс Гуфье умер в мае того же года, до того, как это пожалование могло быть зарегистрировано парламентом.
Жалованной грамотой Карла IX, данной в Бар-ле-Дюке в мае 1564 и зарегистрированной парламентом 27 или 30 мая баронии Сен-Ромен-ла-Мот, Роан и Буази были объединены в маркизат под названием Буази. Затем маркизат Буази и барония Руаннуа жалованной грамотой, данной в Сен-Море в ноябре 1566 и зарегистрированной парламентом 25 декабря, были возведены в ранг герцогства подиназванием Руаннуа (Роанне) для великого конюшего Франции Клода Гуфье и его мужского потомства. Герцогство возводилось в ранг пэрии для внука Клода Луи Гуфье жалованными грамотами от декабря 1612 и 8 апреля 1620. Эти грамоты были переданы в парламент, но тот их не зарегистрировал.
Артюс II Гуфье, отказался от титула, перейдя в духовное сословие и продал маркизат Буази и герцогство Роанне своему зятю Франсуа д'Обюссону, графу де Ла-Фёйяду, маршалу Франции, за 400 000 ливров. Тот добился нового возведения Роанне в герцогство жалованной грамотой Людовика XIV, данной в апреле 1667 в Сен-Жермен-ан-Ле и зарегистрированной парламентом 30 августа. В том же апреле Роаннуа было возведено в ранг пэрии; это постановление было представлено в парламент 22 августа, но тот ограничился простой формулировкой «было просмотрено». Сын Франсуа маршал Франции Луи д'Обюссон 2 ноября 1716 добился регистрации, но в 1725 году умер, не оставив наследников, и герцогство-пэрия было упразднено.

## Герцоги де Роанне

### Первая креация
- 1519 — Артюс Гуфье (1475—1519)

### Вторая креация
- 1566 — 1570 — Клод Гуфье (ок. 1501—1570)
- 1570 — 1582 — Жильбер Гуфье (1554—1582)
- 1582 — 1642 — Луи Гуфье (1575—1642)
- 1642 — 1667 — Артюс II Гуфье (1627—1696)

### Третья креация
- 1667 — 1690 — Франсуа III д'Обюссон (1631—1691)
- 1690 — 1625 — Луи д'Обюссон (1673—1725)